# War Resisters' International
War Resisters' International (WRI) è una rete internazionale di associazioni pacifiste e antimilitariste con sede a Londra. È formata da oltre 80 gruppi affiliati in 40 paesi.

## Obiettivi
La carta costitutiva  recita all'articolo 1: "La guerra è il più grande crimine contro l'umanità. Sono quindi deciso a non supportare qualsiasi tipo di guerra, e ad adoperarmi per la rimozione di tutte le cause di guerra".
Uno dei principali obiettivi della WRI è il supporto degli obiettori di coscienza al servizio militare, particolarmente nei paesi dove l'obiezione non è riconosciuta, tramite campagne di informazione, visita nelle carceri, supporto con avvocati e pressione sui governi. Per essi pubblica ogni anno l'Albo d'onore dei prigionieri per la Pace ed organizza, il 15 maggio, una celebrazione ad essi dedicata: nel 2002 organizzò un'azione diretta nonviolenta alla sede della NATO a Bruxelles a sostegno dei movimenti degli obiettori nei Balcani, nel 2003 le manifestazioni si tennero a Tel Aviv, in Israele e nel 2004 in Cile.

## Storia
La WRI nasce nel 1921 a Bilthoven, in Olanda, grazie al contributo del giornalista inglese Archibald Fenner Brockway, che già durante la prima guerra mondiale aveva fondato la non-conscription fellowship con lo scopo di contrastare in Gran Bretagna l'avvento della coscrizione obbligatoria. In breve tempo divenne la più grande organizzazione pacifista sorta dopo il conflitto. Già nel 1928 poteva contare su centinaia di migliaia di iscritti in Europa e negli Stati Uniti e si stava affermando anche in Oriente.
In seguito alla sua nomina a presidente dell'Independent Labour Party, Brockway lasciò la guida della WRI a lord Arturo Ponsonby.
Nel 1975 avvenne la nomina a presidente della prima donna, Myrtle Solomon, che fu anche presente alla Marcia per la pace Perugia-Assisi del 1985 .
Il movimento fu a lungo sostenuto da Albert Einstein durante la seconda guerra mondiale.
Nel 2014 Howard Clark, presidente di WRI deceduto nel 2013, è stato insignito del James Lawson Award, un premio dedicato ai sostenitori dei diritti civili.

## WRI in Italia
I primi contatti di WRI in Italia vennero istituiti da Edmondo Marcucci e dal filosofo Aldo Capitini già nel 1947. In seguito a questi contatti, venne decisa, nello stesso anno, la creazione della sezione italiana della WRI, il cui primo segretario fu il sacerdote cattolico Giovanni Pioli.
La WRI venne invitata da Capitini a tenere il congresso internazionale nel 1966 a Roma. Del comitato d'onore, oltre all'accademico perugino, fecero parte Norberto Bobbio, Giorgio La Pira, Ignazio Silone, Marina della Seta e Lelio Basso.
Nel 1973 il politico Marco Pannella si ispirò al WRI per fondare la http://legaobiettidicoscienza.webnode.it/ . In precedenza, il 24 settembre 1968, il leader dei Radicali era stato, insieme a Marcello Baraghini, Antonio Azzolini e Silvana Leonardi, rappresentante italiano nella azione antimilitarista promossa dalla WRI che si svolse contemporaneamente in tutte le capitali del Patto di Varsavia (Mosca, Varsavia, Budapest e Sofia) per protestare contro l'invasione della Cecoslovacchia ad opera dell'Unione Sovietica. Vennero arrestati per alcuni giorni e quindi espulsi.
Il Movimento Nonviolento è la sezione italiana della WRI, cui aderiscono anche la Lega Obiettori di Coscienza, l'Associazione SignorNo. Per diversi anni il Partito Radicale Italiano ha fatto parte della WRI.

## Simbolo
Il simbolo del WRI rappresenta due mani che spezzano un fucile.